# 기아 K4
기아 K4(Kia K4)는 기아의 중국에서만 판매되는 전략 차종으로, K3와 K5의 중간에 위치하는 K4는 현대 미스트라와 플랫폼을 공유하는 형제 차종이다.

## 1세대

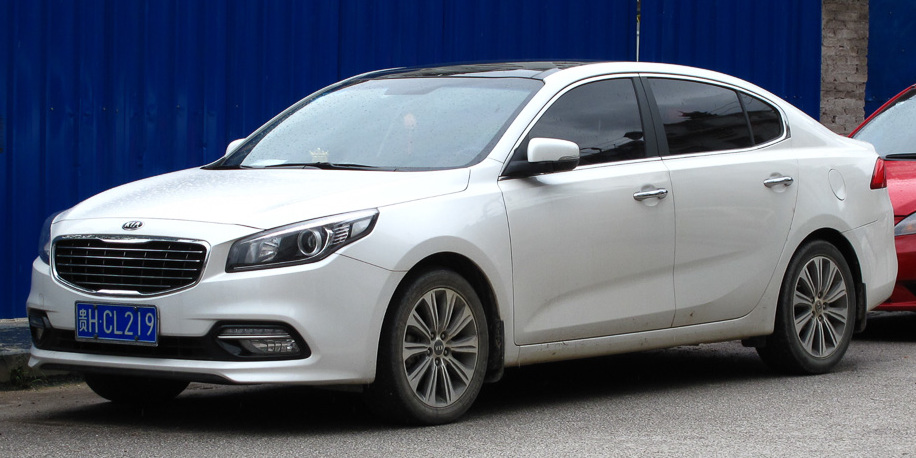
기아 K4 (전기형) 정측면

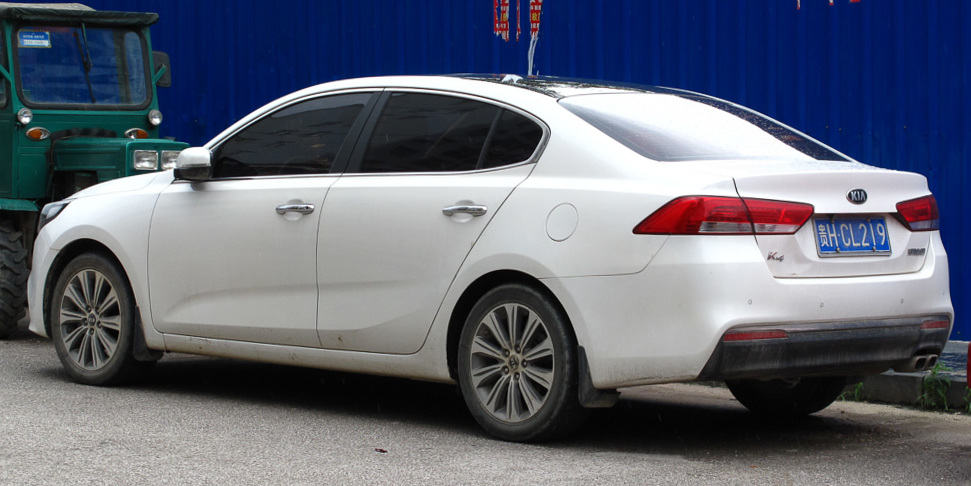
기아 K4 (전기형) 후측면

2014년에 개최된 베이징 모터쇼에서 쇼 카가 처음 선보였고, 양산형은 같은 해 9월에 선보였다. 2018년 페이스리프트함과 동시에 Cachet라는 서브네임이 붙었다. 2021년 후속 모델 없이 단종되었다.

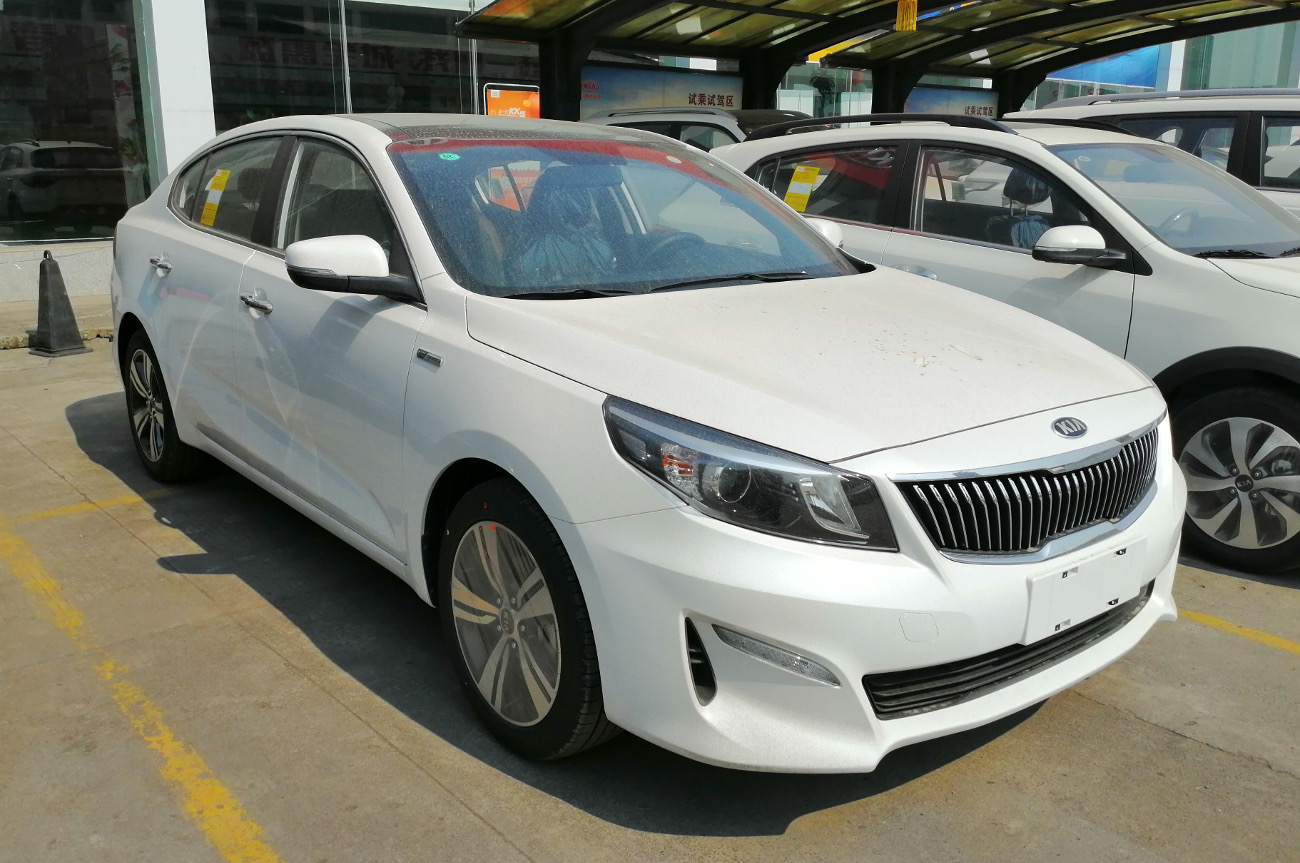
기아 K4 (후기형) 정측면
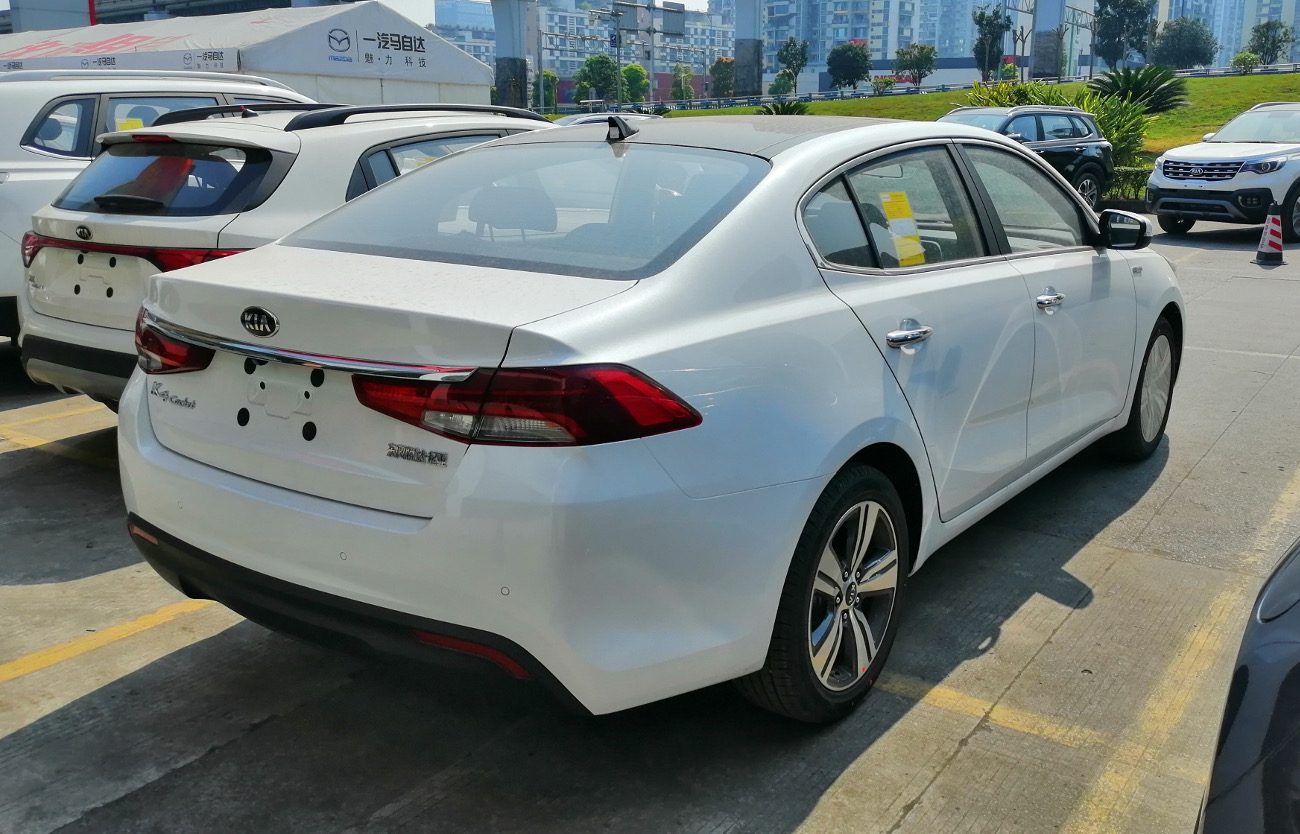
기아 K4 (후기형) 후측면
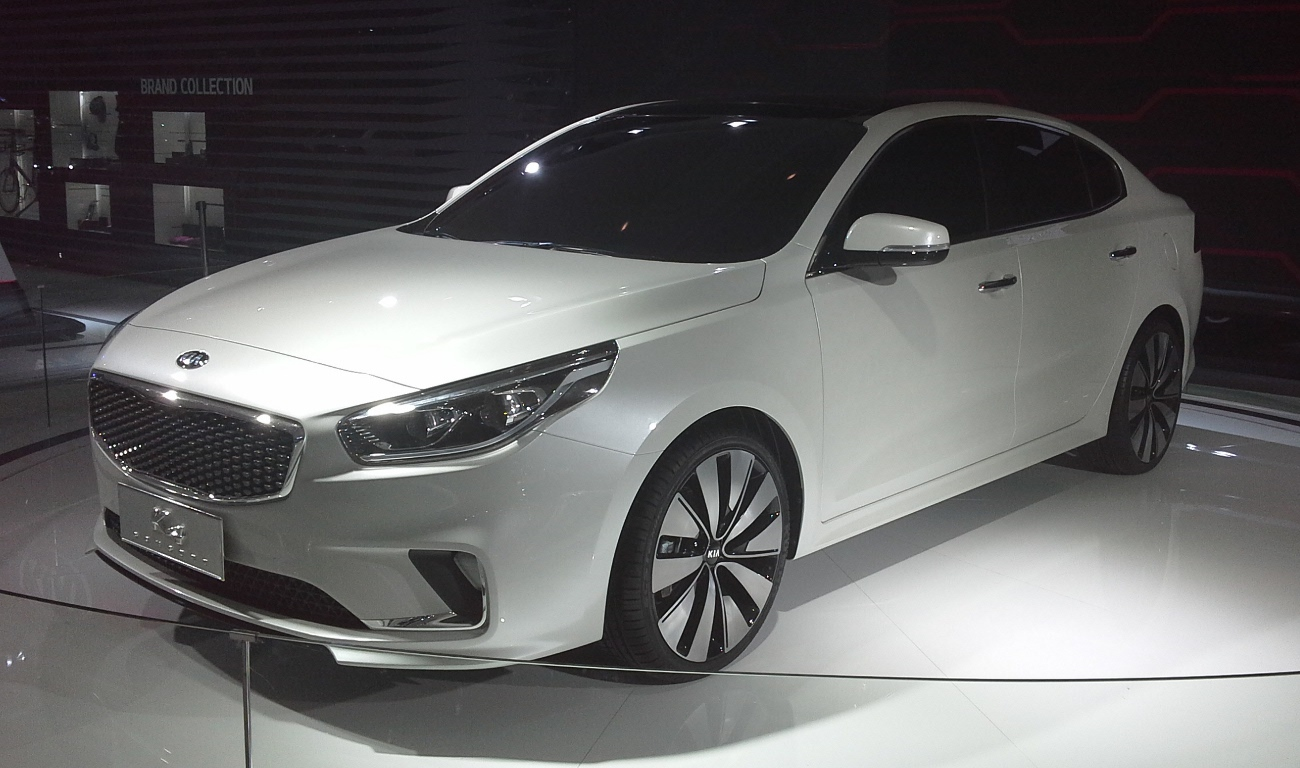
기아 K4 컨셉트카 정측면
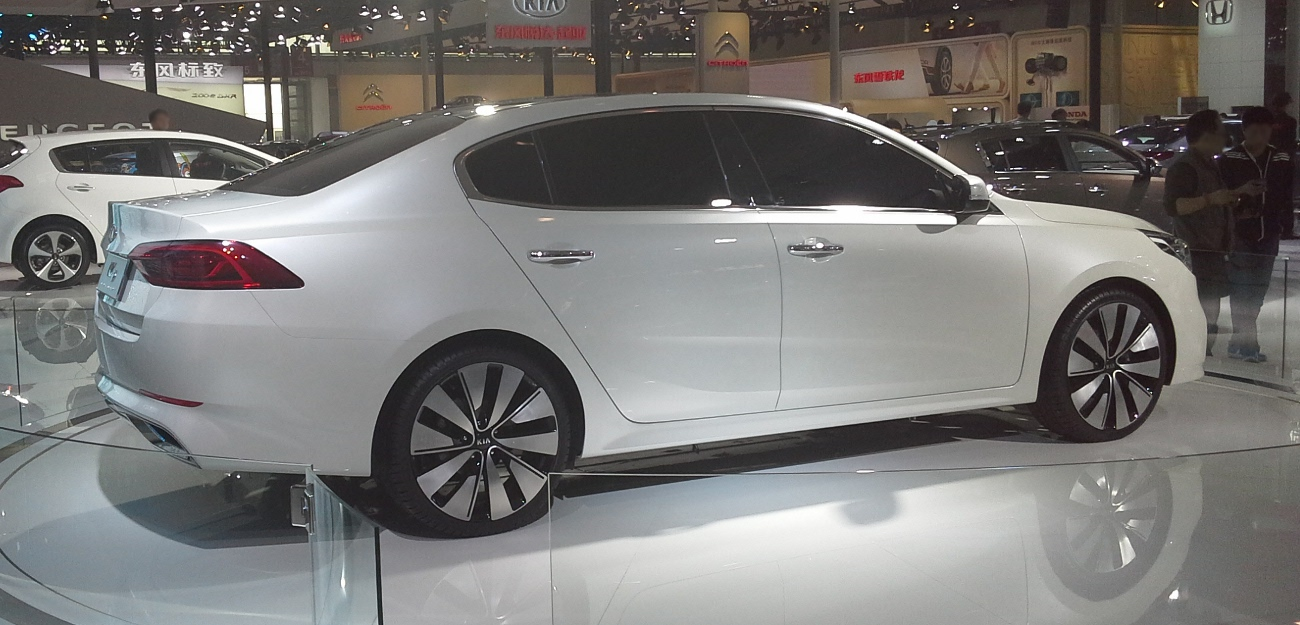
기아 K4 컨셉트카 후측면